# Nowogród (gromada w powiecie golubsko-dobrzyńskim)
Nowogród – dawna gromada, czyli najmniejsza jednostka podziału terytorialnego Polskiej Rzeczypospolitej Ludowej w latach 1954–1972.
Gromady, z gromadzkimi radami narodowymi (GRN) jako organami władzy najniższego stopnia na wsi, funkcjonowały od reformy reorganizującej administrację wiejską przeprowadzonej jesienią 1954 do momentu ich zniesienia z dniem 1 stycznia 1973, tym samym wypierając organizację gminną w latach 1954–1972.
Gromadę Nowogród z siedzibą GRN w Nowogrodzie utworzono – jako jedną z 8759 gromad na obszarze Polski – w powiecie lipnowskim w woj. bydgoskim, na mocy uchwały nr 24/8 WRN w Bydgoszczy z dnia 5 października 1954. W skład jednostki weszły obszary dotychczasowych gromad Nowogród, Rudaw, Paliwodzizna, Węgiersk, Sitno i Macikowo ze zniesionej gminy Nowogród w tymże powiecie. Dla gromady ustalono 25 członków gromadzkiej rady narodowej.
1 stycznia 1956 gromadę włączono do nowo utworzonego powiatu golubsko-dobrzyńskiego w tymże województwie.
31 grudnia 1961 z gromady Nowogród wyłączono wieś Sitno, włączając ją do gromady Działyń w tymże powiecie.
1 stycznia 1969 do gromady Nowogród włączono grunty rolne o powierzchni ogólnej 136,38 ha z miasta Golubia-Dobrzynia w tymże powiecie.
Gromadę zniesiono 1 stycznia 1972, a jej obszar włączono do gromad Ciechocin (sołectwo Rudaw) i nowo utworzonej Golub-Dobrzyń (sołectwa Macikowo, Nowogród, Paliwodzizna i Węgiersk) w tymże powiecie.